# Кураженко-Вишняков Іван Дем'янович
Іван Дем'янович Вишняков (Кураженко) (1888, місто Катеринослав — розстріляний  20 вересня 1937, місто Москва, Російська Федерація) — український радянський діяч, робітник, секретар Макіївського комітету РСДРП(б). Член ЦК КП(б)У в травні 1924 — грудні 1925 р.

## Біографія
Робітник Брянського заводу міста Катеринослава.
Член РСДРП(б) з 1914 року. Член Брянського районного комітету РСДРП міста Катеринослава. Вів підпільну більшовицьку роботу серед робітників Катеринослава та Донбасу (зокрема, Макіївки).
Після Лютневої революції 1917 року — член Макіївського комітету РСДРП(б), член Макіївської Ради робітничих і солдатських депутатів. Брав участь в організації Червоної гвардії у місті Макіївці. Активний учасник боїв проти прихильників генерала Каледіна у листопаді—грудні 1917 року.
З січня 1918 року — секретар Макіївського комітету РСДРП(б) Катеринославської губернії.
Потім — у Червоній армії. У 1919 році був військовим комісаром 2-го Таганрозького революційного полку, воював з військами генерала Денікіна. У 1919—1920 роках — на командній і політичній роботі в 14-й армії РСЧА.
Потім — на партійній і господарській роботі в Катеринославі.
До листопада 1936 року — начальник бюро технічної інформації тресту «Оргенерго» Народного комісаріату важкої промисловості СРСР у місті Москві.
22 листопада 1936 року заарештований органами НКВС. Розстріляний 20 вересня 1937 року, похований на Донському кладовищі Москви. Посмертно реабілітований 23 квітня 1957 року.